# Flávio Alex Valêncio
Flávio Alex Valêncio, meglio noto come Flavinho (Jardim, 27 luglio 1983), è un ex calciatore brasiliano, di ruolo centrocampista.

## Carriera
Flavinho ha iniziato la sua carriera con squadre minori del campionato brasiliano, ad eccezione di una breve parentesi nel 2003 con il S. Ilhwa Chunma in Corea del Sud. Nella stagione 2005 ha militato nel Paraná, con il quale ha giocato 10 partite nella massima divisione brasiliana. L'anno successivo, invece, ha giocato 9 partite nella seconda divisione brasiliana con la maglia del Gama. Poco prima della stagione 2009, si è trasferito al Grêmio Barueri, totalizzando 65 presenze e 7 reti tra campionato statale e campionato nazionale. Nell'estate del 2010 viene acquistato dagli azeri del Neftçi Baku, squadra con la quale, oltre a vincere tre campionati e due coppe nazionali, debutta anche nelle competizioni europee. Dopo aver collezionato 174 presenze e 38 reti, è ritornato in patria per chiudere la carriera, prima nelle file della Chapecoense (una presenza nella massima divisione brasiliana) e infine nel CRB.

## Statistiche

### Presenze e reti nei club
| Stagione              | Squadra               | Campionato            | Campionato | Campionato | Coppe nazionali | Coppe nazionali | Coppe nazionali | Coppe continentali | Coppe continentali | Coppe continentali | Altre coppe | Altre coppe | Altre coppe | Totale | Totale |
| Stagione              | Squadra               | Comp                  | Pres       | Reti       | Comp            | Pres            | Reti            | Comp               | Pres               | Reti               | Comp        | Pres        | Reti        | Pres   | Reti   |
| --------------------- | --------------------- | --------------------- | ---------- | ---------- | --------------- | --------------- | --------------- | ------------------ | ------------------ | ------------------ | ----------- | ----------- | ----------- | ------ | ------ |
| 2005                  | Paraná                | A                     | 10         | 0          |                 | -               | -               |                    | -                  | -                  |             | -           | -           | 10     | 0      |
| 2006                  | Gama                  | B                     | 9          | 0          |                 | -               | -               |                    | -                  | -                  |             | -           | -           | 9      | 0      |
| 2009                  | Grêmio Barueri        | A1/SP+A               | 18+21      | 1+2        |                 | -               | -               |                    | -                  | -                  |             | -           | -           | 39     | 3      |
| 2010                  | Grêmio Barueri        | A1/SP+A               | 19+7       | 3+1        |                 | -               | -               |                    | -                  | -                  |             | -           | -           | 26     | 4      |
| Totale Grêmio Barueri | Totale Grêmio Barueri | Totale Grêmio Barueri | 65         | 7          |                 | -               | -               |                    | -                  | -                  |             | -           | -           | 65     | 7      |
| 2010-2011             | Neftçi Baku           | PL                    | 13+7       | 6+5        | CA              | 2               | 3               |                    | -                  | -                  |             | -           | -           | 22     | 14     |
| 2011-2012             | Neftçi Baku           | PL                    | 20+9       | 9+1        | CA              | 4               | 0               | UCL                | 2                  | 0                  |             | -           | -           | 35     | 10     |
| 2012-2013             | Neftçi Baku           | PL                    | 20+8       | 5+0        | CA              | 5               | 1               | UCL+UEL            | 4+8                | 0+2                |             | -           | -           | 45     | 8      |
| 2013-2014             | Neftçi Baku           | PL                    | 32         | 3          | CA              | 5               | 1               | UCL                | 2                  | 0                  | SA          | 1           | 0           | 40     | 4      |
| 2014-2015             | Neftçi Baku           | PL                    | 24         | 2          | CA              | 2               | 0               | UEL                | 6                  | 0                  |             | -           | -           | 32     | 2      |
| Totale Neftçi Baku    | Totale Neftçi Baku    | Totale Neftçi Baku    | 133        | 31         |                 | 18              | 5               |                    | 22                 | 2                  |             | 1           | 0           | 174    | 38     |
| 2015                  | Chapecoense           | A                     | 1          | 0          | CB              | 0               | 0               | CS                 | 0                  | 0                  |             | -           | -           | 1      | 0      |
| 2016                  | CRB                   | PD/AL                 | 7          | 0          | CB              | 0               | 0               |                    | -                  | -                  |             | -           | -           | 7      | 0      |
| Totale carriera       | Totale carriera       | Totale carriera       | 225        | 38         |                 | 18              | 5               |                    | 22                 | 2                  |             | 1           | 0           | 266    | 45     |

## Palmarès

### Club

#### Competizioni nazionali
- Campionato azero: 3

Neftçi Baku: 2010-2011, 2011-2012, 2012-2013
- Coppa d'Azerbaigian: 2

Neftçi Baku: 2012-2013, 2013-2014